# Christopher Antwi-Adjei
Christopher „Jimmy“ Antwi-Adjei (* 7. Februar 1994 in Hagen) ist ein ghanaisch-deutscher Fußballspieler. Der Stürmer und A-Nationalspieler Ghanas steht seit dem 23. August 2024 beim FC Schalke 04 unter Vertrag.

## Karriere

### Verein
Antwi-Adjei spielte in seiner Jugend für den Hasper SV, den MSV Duisburg, den TSC Eintracht Dortmund und Westfalia Herne. Dort wechselte er 2012 in die Herren-Mannschaft und hatte in der Oberliga Westfalen seine ersten Einsätze im Erwachsenenfußball. Nach einer Saison wechselte er zur TSG Sprockhövel, mit der er am Ende der Saison 2015/16 in die Regionalliga West aufstieg und ein Jahr später wieder in die Oberliga abstieg.
Im Juli 2017 wechselte er zum SC Paderborn in die 3. Liga, in der er gegen den Halleschen FC seinen ersten Einsatz im Profifußball hatte. Beim 2:0-Auswärtssieg gegen den Chemnitzer FC am 21. Spieltag erzielte er seinen ersten Profitreffer. Mit dem SC Paderborn 07 gelang ihm in den folgenden zwei Jahren der Durchmarsch von der dritten in die erste Liga. In der Saison 2019/20 folgte jedoch der direkte Wiederabstieg in die zweite Bundesliga. Als Stammspieler kam er in vier Jahren in Paderborn zu insgesamt 145 Pflichtspieleinsätzen mit 26 Torerfolgen.
Zur Saison 2021/22 wechselte er ablösefrei zum Bundesligaaufsteiger VfL Bochum, mit dem er am Saisonende den Klassenerhalt feiern konnte. In der Saison 2022/23 stand Antwi-Adjei in 29 Ligaspielen auf dem Platz und feierte mit Bochum am letzten Spieltag den erneuten Klassenerhalt. In dieser Saison erzielte er drei Tore und bereitete acht weitere Tore vor. 2023/24 konnte die Liga über zwei Relegationsspiele gegen Fortuna Düsseldorf erneut gehalten werden, Antwi-Adjei kam dabei im Hinspiel zu einem Kurzeinsatz. Anfang Juni 2024 wurde bekannt, dass der Verein auf eine Verlängerung des auslaufenden Vertrags verzichtet. Insgesamt bestritt er für die Bochumer 86 Pflichtspiele, in denen ihm neben sechs Toren auch 14 Torvorlagen gelangen.
Nach vorübergehender Vereinslosigkeit verpflichtete ihn daraufhin im August 2024 der Zweitligist FC Schalke 04, der ihn mit einem Zweijahresvertrag bis 2026 ausstattete.

### Nationalmannschaft
Antwi-Adjeis Eltern stammen aus Ghana. Im November 2019 wurde der Stürmer von Nationaltrainer James Kwesi Appiah erstmals für die ghanaische A-Nationalmannschaft nominiert und absolvierte gegen São Tomé und Príncipe einen Kurzeinsatz. In den Kader für die Weltmeisterschaft 2022 in Katar schaffte er es nicht.

## Erfolge
SC Paderborn
- Aufstieg in die 2. Bundesliga: 2018
- Aufstieg in die Bundesliga: 2019

## Persönliches
Sein Zwillingsbruder Christian und der jüngere Bruder Stanley spielen ebenfalls Fußball, beide brachten es zu Einsätzen in der Oberliga Westfalen.